# Campolieto
Campolieto – miejscowość i gmina we Włoszech, w regionie Molise, w prowincji Campobasso.
Według danych na rok 2004 gminę zamieszkiwały 1064 osoby, 44,3 os./km².